# Ateuchus alipioi
Ateuchus alipioi är en skalbaggsart som beskrevs av Guido Pereira 1954. Ateuchus alipioi ingår i släktet Ateuchus och familjen bladhorningar. Inga underarter finns listade.